# Lenny Coppens
Lenny Coppens (Mechelen, 30 juni 1999) is een Belgisch basketballer.

## Carrière
Coppens speelde in de jeugd van Pitzemburg Mechelen en Antwerp Giants. Bij de Giants maakte hij zijn debuut op het hoogste niveau in het seizoen 2017/18 toen hij een wedstrijd meespeelde, hij maakte een seizoen eerder zijn debuut in de tweede ploeg in de tweede klasse. Het seizoen erop speelde hij vier wedstrijden in de eerste klasse. Het seizoen erna speelde hij voornamelijk enkel nog voor de tweede ploeg. Enkel in het seizoen 2020/21 speelde hij nog een wedstrijd mee op het hoogste niveau. 
Hij verliet de Giants in 2023 en ging spelen voor tweedeklasser Kontich Wolves. Na twee seizoenen bij Kontich verliet hij de ploeg voor derdeklasser Bavi Vilvoorde.

## Erelijst
- Belgisch bekerwinnaar: 2019
- Kampioen derde klasse: 2022